# Station Łęczyca Wąskotorowa
Station Łęczyca Wąskotorowa is een spoorwegstation in de Poolse plaats Łęczyca.